# Вологі ліси Петену та Веракрусу
Вологі ліси Петену та Веракрусу (ідентифікатор WWF: NT0154) — неотропічний екорегіон тропічних та субтропічних вологих широколистяних лісів, розташований на півдні Мексики та на північному заході Центральної Америки. 

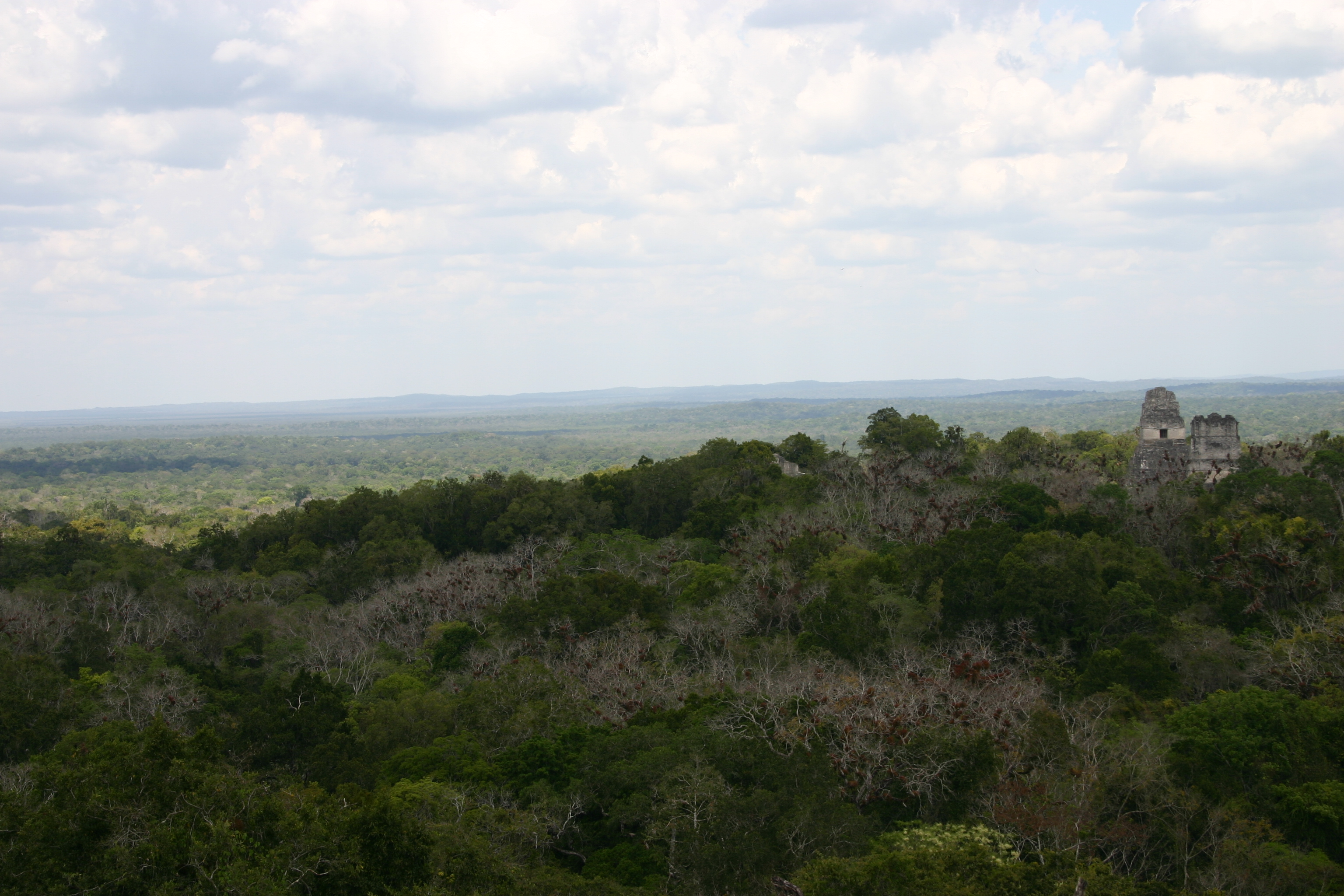
Ліс навколо руїн Тікаля (Гватемала)

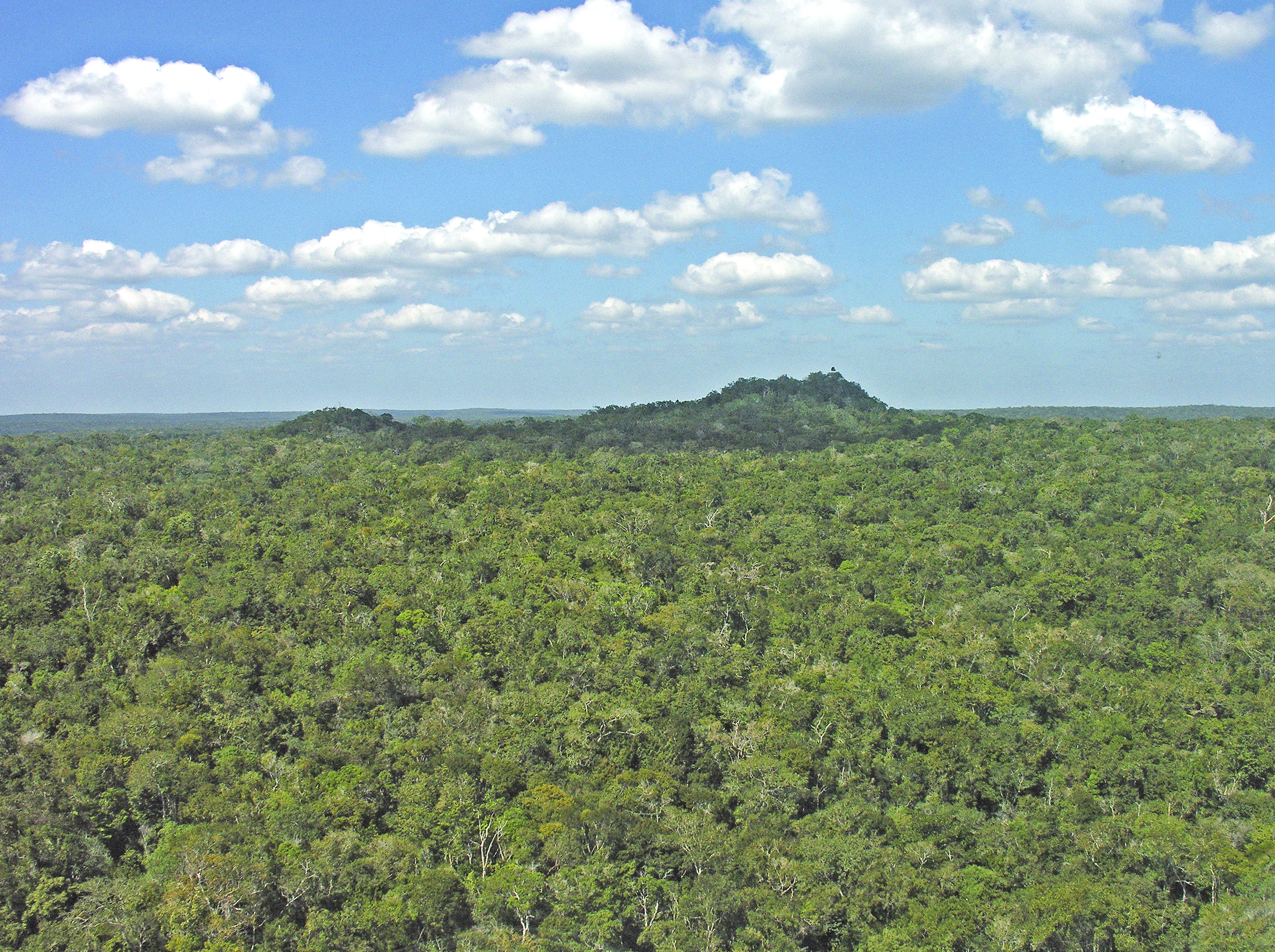
Ліси в Петені (Гватемала)

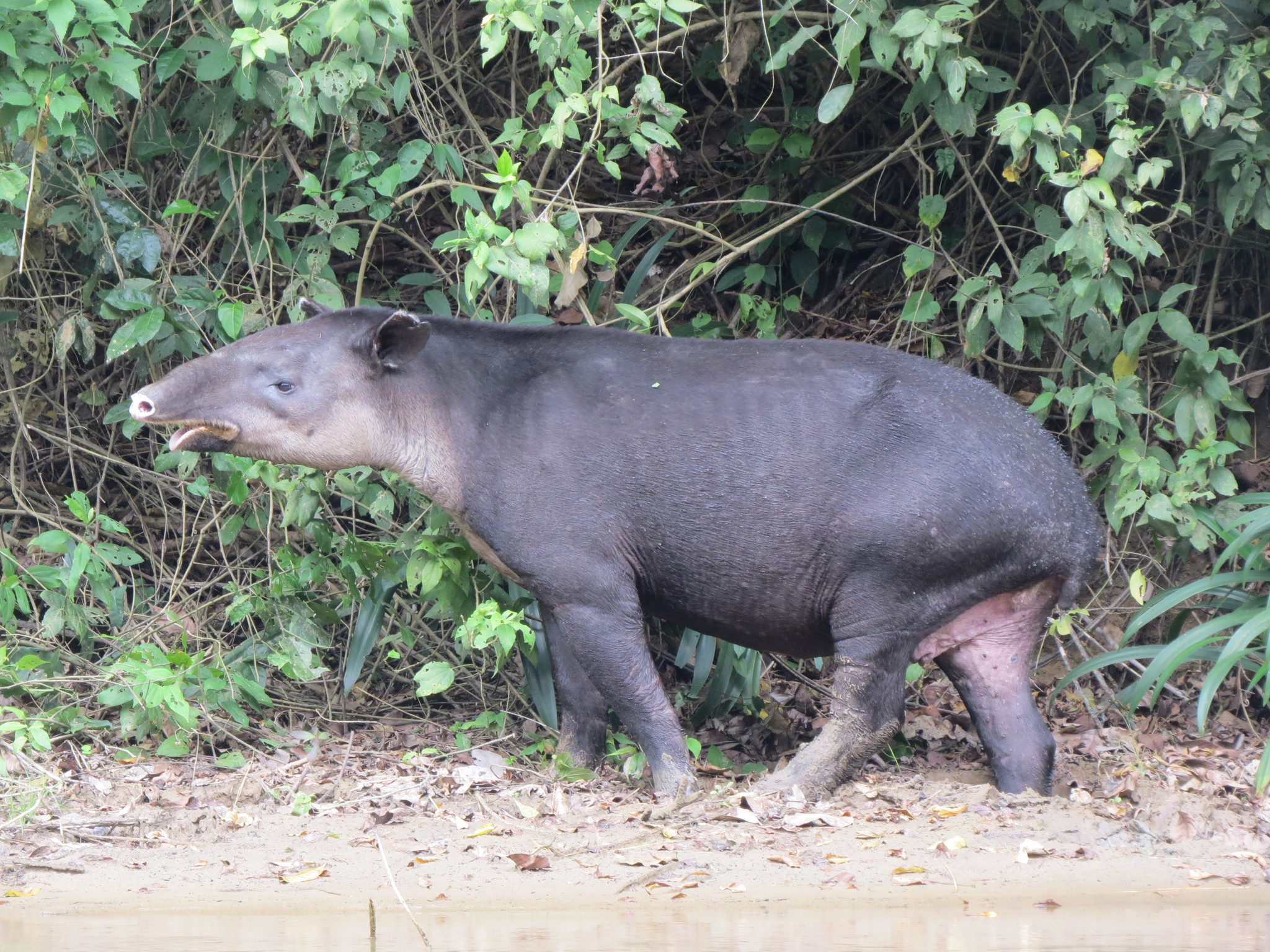
Центральноамериканський тапір (Tapirus bairdii)

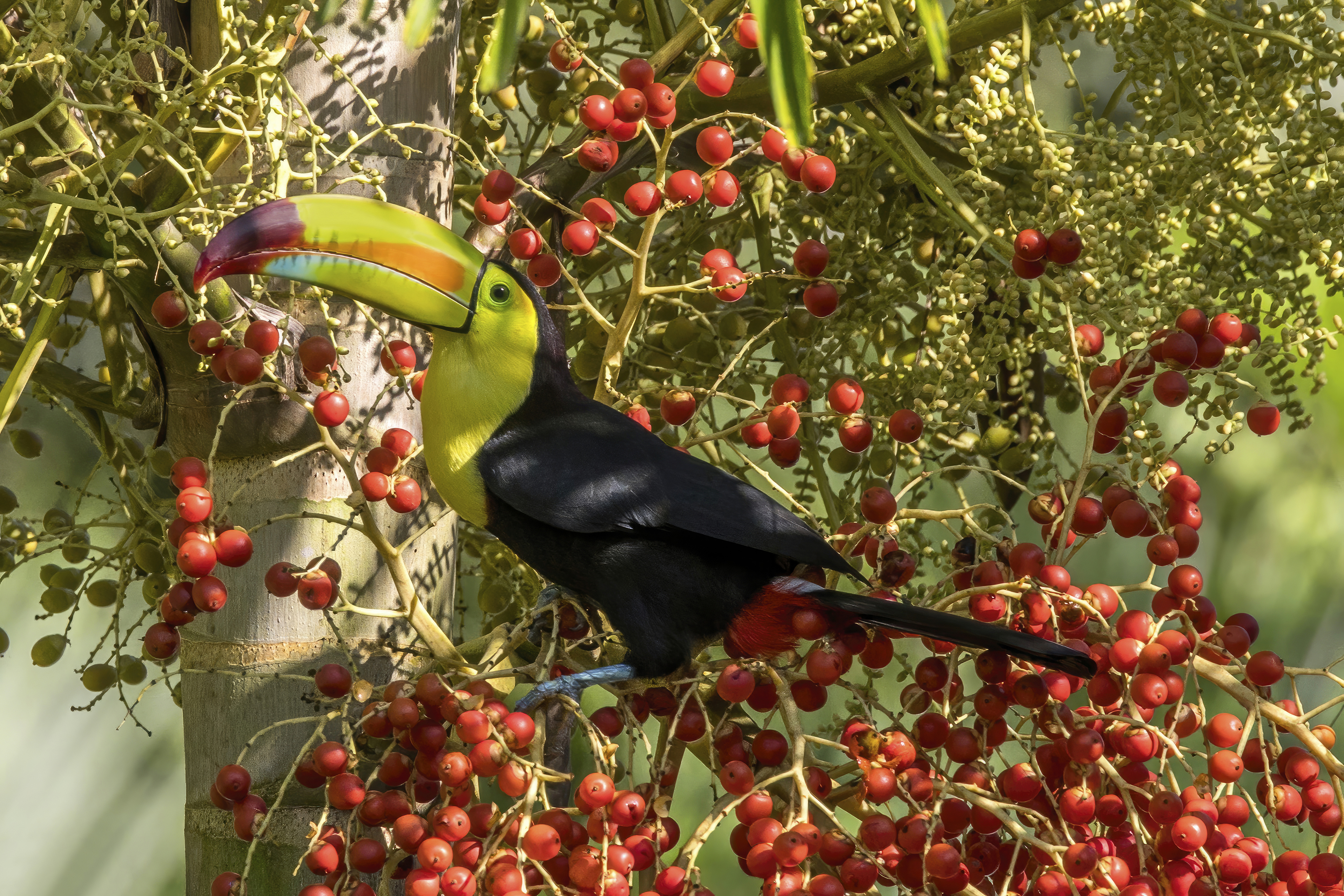
Жовтогорлий тукан (Ramphastos sulfuratus)

## Географія
Екорегіон вологих лісів Петену та Веракрусу охоплює територію площею понад 148 000 км², яка простягається із заходу на схід від центральної частини мексиканського штату Веракрус через північ Оахаки і Чіапасу та південь Табаско і Кампече. Також екорегіон охоплює північну половину Гватемали (переважно розташовану в департаментах Петен і Альта-Верапас) та більшу частину Белізу.
Західна частина екорегіону представлена низовинами Теуантепецького перешийка, які простягаються між затокою Кампече на півночі та затокою Теуантепек на півдні. На сході регіону, в Гватемалі та Белізі, зустрічається багато вапнякових пагорбів та невисоких хребтів, серед яких трапляється багато карстових форм рельєфу. Через рівнини регіону протікає багато звивистих річок, найбільшими з яких є Бланко, Папалоапан, Коацакоалькос, Тонала, Гріхальва, Усумасінта та Ондо.
З півдня екорегіон обмежений низкою гірських хребтів та нагір'їв, зокрема горами Сьєрра-Мадре-де-Оахака та Сьєрра-Мадре-де-Чіапас, Чіапаським плато та Гватемальським нагір'ям. Тут низинні ліси екорегіону переходять у гірські вологі ліси та сосново-дубові ліси, які є частиною екорегіонів сосново-дубових лісів Сьєрра-Мадре-де-Оахаки, гірських лісів Оахаки, гірських лісів Чімалапасу, гірських лісів Чіапасу, центральноамериканських гірських лісів та центральноамериканських сосново-дубових лісів. У центральній частині Веракрусу сухі ліси Веракрусу відділяють вологі ліси Петену та Веракрусу від вологих лісів Веракрусу, поширених далі на північ. На півночі екорегіон переважно простягається до узбережжя Мексиканської затоки, хоча гірські ліси Сьєрра-де-лос-Тустласу та заболочені ліси і водно-болотні угіддя Пантанос-де-Сентли складають окремі екорегіони.
Східна частина екорегіону обмежена на півночі вологими лісами Юкатану, які охоплюють більшу частину півострова Юкатан. На сході, в Белізі, вологі ліси Петену та Веракрусу простягаються до узбережжя Карибського моря, оточуючи анклави белізьких соснових лісів у Маянських горах та поблизу узбережжя. Уздовж узбережжя Карибського моря простягається смуга белізьких мангрів.
Історично територія екорегіону була місцем, де розвивалася цивілізація ольмеків — перша відома цивілізація Месоамерики, яка існувала між XII і IV століттями до н.е. Пізніше, між 250 та 900 роками н.е., у східній та південній частинах екорегіону, в регіоні, відомому як Маянська сельва, існували міста цивілізації мая. Наразі сучасні народи мая населяють східну частину екорегіону, тоді як на заході регіону проживають народи, що розмовляють мовами міхе-соке та науатль.

## Клімат
В межах екорегіону переважає мусонний клімат (Am за класифікацією кліматів Кеппена) або екваторіальний клімат (Af за класифікацією Кеппена). Середньорічна кількість опадів в регіоні перевищує 2000 мм і є однією з найвищих у Мексиці, а вологий сезон триває протягом восьми місяців.

## Флора
Основними рослинними угрупованнями екорегіону є вологі тропічні ліси. Значна частина природної рослинності в регіоні була знищена та перетворена на сільськогосподарські угіддя або на вторинні ліси та савани. Тим не менш, в екорегіоні все ще існують великі ділянки незайманих дощових лісів, деякі з яких є найбільшими в Центральній Америці.
Один з таких масивів незайманих вологих тропічних лісів зберігається у Національному парку Тікаль в Гватемалі. У лісах Тікалю переважають вічнозелені дерева, що можуть досягати 50 м заввишки. Серед таких дерев слід відзначити бавовняне дерево (Ceiba pentandra), священне дерево мая, а також духмяну кедрелу (Cedrela odorata), сапотілове дерево (Manilkara zapota), гондураське червоне дерево (Swietenia macrophylla), рожеву табебую (Tabebuia rosea), маянський горіх (Brosimum alicastrum), ормігове дерево (Platymiscium dimorphandrum), бразильське гуананді (Calophyllum brasiliense), трубне дерево (Cecropia peltata), белізьку купанію (Cupania belizensis), кінську таберномонтану (Tabernaemontana donnell-smithii), мітлисту сріблясту пальму (Cryosophila stauracantha) та духмяний перець (Pimenta dioica).
У вологих вічнозелених лісах, що ростуть в каньйоні річки Усумасінта, який прорізає вапнякові пагорби на кордоні Гватемали та мексиканського штату Чіапас, домінують сапотілові дерева (Manilkara zapota), сапотові дерева (Pouteria sapota), маянські горіхи (Brosimum alicastrum), гірські тамаринди (Dialium guianense) та амазонійські терміналії (Terminalia amazonia). У середньому ярусі цих лісів зустрічаються еквадорські лаври (Cordia alliodora), сальвадорські сіміри (Simira salvadorensis), жовті момбіни (Spondias mombin) та какауашочітлі (Quararibea funebris), а в підліску, — колючі масаморро (Poulsenia armata) та стрункі хамедореї (Chamaedorea elegans).
Серед інших поширених в регіоні дерев слід відзначити гумбо-лімбо (Bursera simaruba), чіклесапотову манілкару (Manilkara chicle), сонячну сапоту (Moquilea platypus), високу лікарію (Licaria excelsa) та різні види фікусів (Ficus spp.). Також у лісах екорегіону часто зустрічаються різноманітні епіфіти, зокрема орхідеї, бромелії, мохи та лишайники. Лише у гватемальському департаменті Петен зростає понад 3000 видів рослин, зокрема низка місцевих ендеміків, обмежених важкодоступними карстовими районами. Дощові ліси екорегіону, такі як Лакандонські джунглі та ліси Петенського басейну, є одними з найбагатших у Мексиці за кількістю та різноманіттям видів.

## Фауна
Фауна екорегіону також характеризується високим різноманіттям. Тут зустрічається 191 вид ссавців та 468 видів птахів, або майже половина від кількості усіх видів, зареєстрованих в Мексиці. Серед великих ссавців, поширених в екорегіоні, слід відзначити білохвостого оленя (Odocoileus virginianus), центральноамериканську мазаму (Mazama temama), ошийникового пекарі (Dicotyles tajacu), звичайного пекарі (Tayassu pecari), центральноамериканського тапіра (Tapirus bairdii), центральноамериканську коату (Ateles geoffroyi), мексиканського ревуна (Alouatta palliata mexicana) та юкатанського бурого ревуна (Alouatta pigra), а також найбільших хижаків Месоамерики — ягуарів (Panthera onca) та північноамериканських пум (Puma concolor couguar). 
Серед інших хижих ссавців, поширених у вологих лісах регіону, слід відзначити оцелота (Leopardus pardalis), маргая (Leopardus wiedii), ягуарунді (Herpailurus yagouaroundi), койота (Canis latrans), сіру лисицю (Urocyon cinereoargenteus), тайру (Eira barbara), какоміцлі (Bassariscus sumichrasti), кінкажу (Potos flavus), білоносу носуху (Nasua narica), великого гризона (Galictis vittata), смугастого свинорилого скунса (Conepatus semistriatus) та звичайного ракуна (Procyon lotor), а також неотропічну видру (Lontra longicaudis), поширену на берегах річок. Також в екорегіоні поширені численні дрібні ссавці, зокрема центральноамериканські тапеті (Sylvilagus gabbi), низинні паки (Cuniculus paca), мексиканські агуті (Dasyprocta mexicana), центральноамериканські агуті (Dasyprocta punctata), мексиканські рудочереві вивірки (Sciurus aureogaster), юкатанські вивірки (Sciurus yucatanensis), вивірки Деппе (Sciurus deppei), техаські рисові хом'яки (Oryzomys couesi), тольтекські бавовняні хом'яки (Sigmodon toltecus), стрункі врожайниці (Reithrodontomys gracilis), кучеряві гоферики (Heterogeomys hispidus), мексиканські коенду (Coendou mexicanus), віргінські опосуми (Didelphis virginiana), південні опосуми (Didelphis marsupialis), північні чотириокі опосуми (Philander vossi), центральноамериканські волохаті опосуми (Caluromys derbianus), мексиканські мишачі опосуми (Marmosa mexicana), дев'ятипоясні броненосці (Dasypus novemcinctus), північні тамандуа (Tamandua mexicana), карликові мурахоїди (Cyclopes didactylus) та різноманітні рукокрилі, зокрема великі мішкокрили (Saccopteryx bilineata), довгоносі мішкокрили (Rhynchonycteris naso) та ямайські плодоїди (Artibeus jamaicensis).
Серед поширених в екорегіоні птахів слід відзначити великого тинаму (Tinamus major), малого індика (Meleagris ocellata), чубату пенелопу (Penelope purpurascens), чубатого токро (Odontophorus guttatus), великого кракса (Crax rubra), східну чачалаку (Ortalis vetula), жовтодзьобого голуба (Patagioenas flavirostris), мексиканську горличку (Leptotila plumbeiceps), велику піаю (Piaya cayana), малого ані (Crotophaga sulcirostris), ямайського поту (Nyctibius jamaicensis), червонодзьобого трогона (Trogon massena), синьоголового трогона (Trogon caligatus), садового момота (Momotus lessonii), жовтогорлого тукана (Ramphastos sulfuratus), плямистоволого аракарі (Pteroglossus torquatus), рудохвосту якамару (Galbula ruficauda), смугастобоку жовну (Dryocopus lineatus), вохристоголову ятлу (Celeus castaneus), світлодзьобого дятла-кардинала (Campephilus guatemalensis), смугастого сорокуша (Thamnophilus doliatus), мексиканського мухолова (Formicarius moniliger), мексиканського кокоа (Xiphorhynchus flavigaster), рудого грімпаря (Dendrocincla homochroa), гватемальського листовика (Sclerurus guatemalensis), мексиканського пію (Synallaxis erythrothorax), мексиканського манакіна (Ceratopipra mentalis), мексиканську котингу (Cotinga amabilis), маскову бекарду (Tityra semifasciata), північного віялочуба (Onychorhynchus mexicanus), тропічного тирана (Tyrannus melancholicus), велику пітангу (Pitangus sulphuratus), світлогорлого мухоїда (Tolmomyias sulphurescens), золотогузого атілу (Attila spadiceus), зеленого віреона (Vireolanius pulchellus), білочеревого віреончика (Pachysylvia decurtata), буру паю (Psilorhinus morio), жовточереву паю (Cyanocorax luxuosus), біловолого тріщука (Henicorhina leucosticta), плямистого поплітника (Pheugopedius maculipectus), бронзового дрозда (Turdus grayi), чагарникову гутураму (Euphonia affinis), узлісну гутураму (Euphonia hirundinacea), оливкову гутураму (Euphonia gouldi), золотодзьобого тихоголоса (Arremon aurantiirostris), панамську коноту (Psarocolius montezuma), бананового трупіала (Icterus prosthemelas), малого коронника (Basileuterus culicivorus), червоногорлу габію (Habia fuscicauda), синьощоку танагру (Stilpnia larvata), бірюзову танагру-медоїда (Cyanerpes cyaneus), жовтокрилу саяку (Thraupis abbas), білодзьобу тапірангу (Ramphocelus sanguinolentus) та якарину (Volatinia jacarina).
У лісах регіону спостерігається високе різноманіття колібрі, серед яких слід відзначити мексиканського ерміта (Phaethornis longirostris), чагарникового ерміта (Phaethornis striigularis), червонодзьобого колібрі-смарагда (Cynanthus canivetii), синьоголового колібрі-ангела (Heliomaster longirostris), чорночубого колібрі-вусаня (Lophornis helenae), зеленогрудого колібрі-манго (Anthracothorax prevostii), синьоголового колібрі-якобіна (Florisuga mellivora), фіолетоволобого колібрі-фею (Heliothryx barroti), гватемальську агиртрію (Chlorestes candida), юкатанську амазилію (Amazilia yucatanensis) і цакатла (Amazilia tzacatl), та папуг, серед яких слід відзначити червоного ару або аракангу (Ara macao), білолобого амазона (Amazona albifrons), жовтоволого амазона (Amazona oratrix), жовтолобого амазона (Amazona farinosa), жовтощокого амазона (Amazona autumnalis), ямайського аратингу (Eupsittula nana), білолобого папугу-червоногуза (Pionus senilis) і бурощокого каїку (Pyrilia haematotis). Серед хижих птахів, поширених в регіоні, слід відзначити королівського кондора (Sarcoramphus papa), велику гарпію (Harpia harpyja), гвіанську гарпію (Morphnus guianensis), великодзьобого канюка (Rupornis magnirostris), рудошийого орла-чубаня (Spizaetus ornatus), неотропічного яструба (Astur bicolor), рудогрудого підсоколика (Falco deiroleucus), білошию рарію (Micrastur semitorquatus), буру сову-лісовика (Strix virgata), гватемальську сплюшку (Megascops guatemalae) та буроголового сичика-горобця (Glaucidium griseiceps).
Ендеміками екорегіону є великодзьобі мишовії (Hylorchilus navai), поширені у карстових районах Південної Мексики, а майже ендемічними його представниками, які також поширені в Юкатані та інших сусідніх регіонах, — юкатанські леляки (Nyctiphrynus yucatanicus), юкатанські дрімлюги (Antrostomus badius), довгохвості колібрі-шаблекрили (Pampa excellens), юкатанські колібрі-шаблекрили (Pampa pampa), юкатанські амазони (Amazona xantholora), юкатанські гіли (Melanerpes pygmaeus), юкатанські паї (Cyanocorax yucatanicus), чорні пересмішники (Melanoptila glabrirostris), зеленоспинні риджвеї (Arremonops chloronotus), рожевогорлі піранги (Piranga roseogularis), сірогорлі гранатели (Granatellus sallaei) та юкатанські танагри-сикіти (Lanio aurantius).

## Збереження
Більша частина лісів екорегіону була знищена за останні століття, а у деяких районах природний рослинний покрив був майже повністю знищений. Ґрунти регіону є одними з найпродуктивніших у Мексиці і тому більшу частину регіону наразі вкривають плантації та інші сільськогосподарські угіддя. За оцінками, лише близько 8 % території регіону вкриті незайманими лісами, однак ці залишки лісів включають одні з найбільших масивів пралісів у Центральній Америці.
Оцінка 2017 року показала, що 42 329 км², або 29 % екорегіону, є заповідними територіями. Природоохоронні території включають: Біосферний заповідник Монтес-Асулес, Біосферний заповідник Лакан-Тун, Біосферний заповідник Калакмуль, Біосферний заповідник Наха-Мецабок, Біосферний заповідник Сельва-Ель-Очоте, Національний парк Каньйон-дель-Сумідеро, Національний парк Каньйон-дель-Ріо-Бланко, Національний парк Паленке, Заповідну зону флори і фауни Каньйон-дель-Усумасінта, Заповідну зону флори і фауни Каскадас-де-Агуа-Асуль і Заповідну зону флори і фауни Чан-Кін в Мексиці, а також Маянський біосферний заповідник, Національний парк Тікаль, Національний парк Ель-Росаріо і Національний парк Сьєрра-дель-Лакандон в Гватемалі та Національний парк Гуанакасте, Національний парк Манкі-Бей, Національний парк Сарстун-Темаш, Національний парк Мейфлауер-Бокавіна і Природний заповідник Блейден в Белізі. У 1979 році Національний парк Тікаль, який включає руїни одного з головних центрів маянської цивілізації, оточені густими джунглями, був внесений до списку Світової спадщини ЮНЕСКО.